# Pancorius crassipes
Pancorius crassipes là một loài nhện trong họ Salticidae.
Loài này thuộc chi Pancorius. Pancorius crassipes được Ferdinand Karsch miêu tả năm 1881.

## Hình ảnh

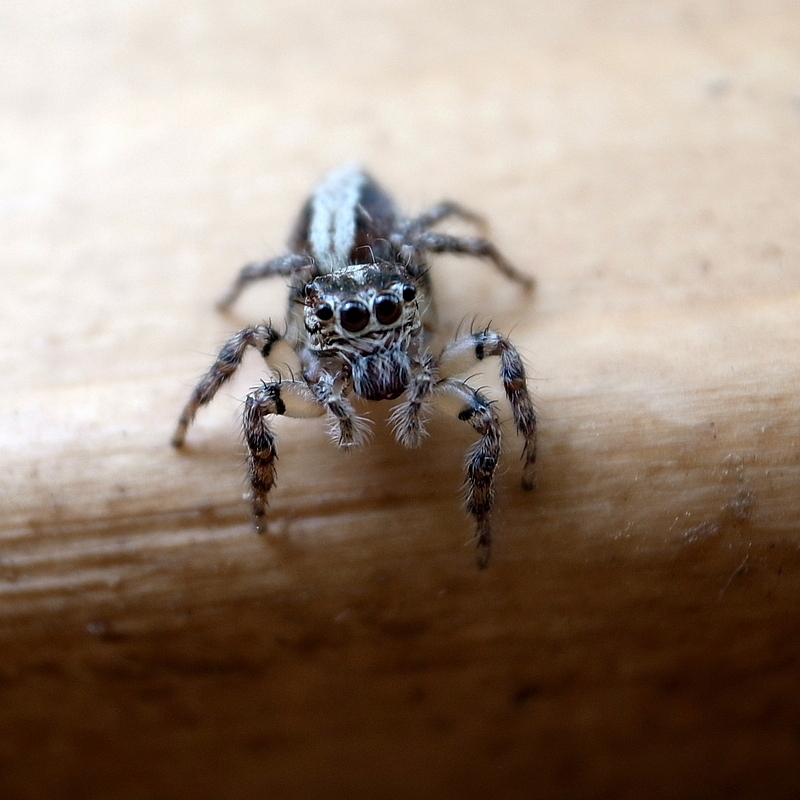
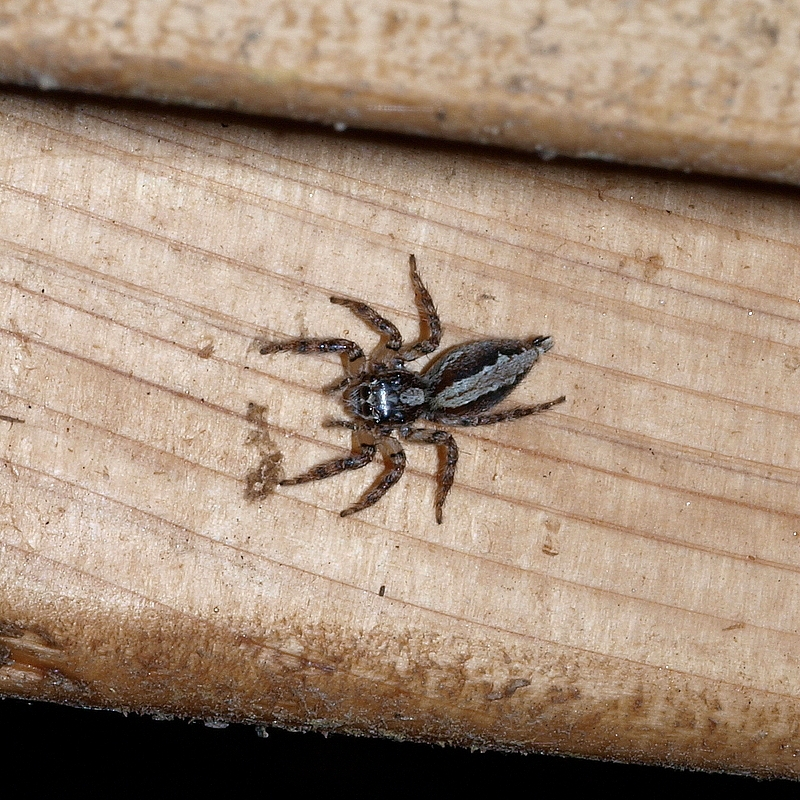